# TV Sport
 (septembre 2021).
Si vous disposez d'ouvrages ou d'articles de référence ou si vous connaissez des sites web de qualité traitant du thème abordé ici, merci de compléter l'article en donnant les références utiles à sa vérifiabilité et en les liant à la section « Notes et références ».
TV Sport est la version française de l'ancienne chaîne de télévision sportive paneuropéenne Screensport distribuée par câble et diffusée par satellite, créée en 1984 et dissoute en 1993. Historiquement, elle été la première chaîne thématique sportive en langue française.

## Histoire de la chaîne
Le réseau est lancé à Manchester sous le nom de Screensport le 29 mars 1984 avec 4 pays en anglais, en néerlandais en allemand et en français, puis est acquis par le groupe de télévision britannique de WH Smith en 1987. 
À la suite de sa diffusion sur le satellite Astra 1A en 1989, la chaîne devient paneuropéenne et est déclinée en différentes versions linguistiques : TV Sport en France, SportKanal en Allemagne et Sportnet aux Pays-Bas. 
Jusqu'en 1989 et la création d'Eurosport, cette chaîne détient le monopole sur son créneau thématique. En 1989, Screensport porte plainte devant la Commission des Communautés européennes, alléguant qu'Eurosport, dont l'UER et Sky sont actionnaires, bénéficie d'avantages (via l'UER) sur l'acquisition de grands événements sportifs qui violent les règles anti-trust de loi sur la concurrence du traité de Rome. Après que des dispositions soient prises pour que les chaînes non membres de ce groupement puissent accéder à ces programmes, la Commission accorde à l'UER, une exemption conditionnelle de cinq ans des conditions des règles de concurrence. Ainsi, la diffusion des Jeux olympiques d'hiver de 1992 24 heures sur 24 permettent à Eurosport de définitivement distancer sa concurrente sur les grands évènements.
Le 15 mars 1993, Screensport / TV Sport et Eurosport fusionnent. Leurs actionnaires principaux se partagent alors le capital. Le Groupe Canal+ récupère la version française fusionnée de TV Sport et d'Eurosport qui prend le nom d'Eurosport France et le Groupe TF1 contrôle la version internationale d'Eurosport fusionnée avec Screensport qui conserve le nom d'Eurosport.

## Capital
À son origine, Screensport est détenue à 75 % par WHSTV et à 25 % par ESPN. En 1991, le groupe Canal+ et Havas Image prennent la majorité du capital de la version française TV Sport.

## Programmes
TV Sport/Screensport est entièrement consacrée au sport diffusant surtout du football avec la Ligue 2, le football américain avec les matchs de la NFL (National Football League), du tennis (Tournoi de Wimbledon), de la boxe, du cyclisme, des sports mécaniques et du billard.
Canal+ créée en 1991 sur sa déclinaison française TV Sport, une émission de résultats sportifs TV Score diffusée chaque samedi soir et animée par Frédéric Chevit et trois autres chroniqueurs. Dès 1992 après la fusion avec Eurosport, cette émission a continué un an sur Eurosport France sous le nom d'EuroScore.

## Diffusion
En France, de février 1988 au 15 mars 1993, TV Sport est distribuée sur le câble. Du 14 novembre 1992 au 15 mars 1993, la chaîne est diffusée sur le bouquet satellite Canalsatellite analogique.
Au plan européen, les programmes de Screensport sont alors disponibles par satellite en anglais, français, allemand et néerlandais.